# أحمد الدنيني
أحمد الدنيني لاعب كرة قدم سعودي سابق.
هو أحمد بن علي بن حسين بن سعد الدنيني الدوسري مواليد 1369 بمدينة الدمام شرق السعودية، لعب سابقاً كمهاجم في نادي النصر السعودي.
وبدأ النجم الراحل مشواره مع الكرة في أوائل الثمانينات الهجرية في حواري الدمام، ومن فريق الحي. التحق بصفوف فريق نهضة الشعب (النهضة حالياً) عام 1382هـ فمثَّله شبلاً في خط المقدمة. كان يملك نزعة تهديفية، وقوة تصويب، وبنية جسمانية قوية، فبدأت ملامح موهبته الفطرية تتجلى باكراً، بعد أن أشرف على تدريبه السوداني عبد الرحمن الجوكر، وراهن على نجاحه في ظل إمكاناته الفنية، وبالفعل لم يخيب ظن مدربه ومكتشف موهبته، فبعد تألقه مع نهضة الشعب وهو لم يتجاوز سن 16 عاماً انضم لفريق النصر ومعه أيضاً نجوم الكرة بالمنطقة الشرقية «حمندي» الدوسري وعثمان بخيت ومحمد الفنسة، ونجح النصر بقيادة رمزه الكبير الأمير عبد الرحمن بن سعود - رحمه الله - في تدعيم الفريق الأصفر بعد صعوده لدوري الكبار.

## مسيرته مع النصر
جاء التحاق الدنيني بصفوف النصر عام 1384هـ بعد اللقاء الودي الذي جمع النصر مع نهضة الشعب، وشهد تألق المهاجم الواعد آنذاك أحمد الدنيني، فكانت هذه المباراة تذكرة عبور والانتقال إلى فارس نجد بدعم قوي ومباشر من رمزه الراحل الأمير عبد الرحمن بن سعود.
تعاقب على تدريب المهاجم الراحل عدد من المدربين الأجانب وأشهرهم عبد الرحمن الجوكر وعبد الله الكنج وأحمد الترنة، وهؤلاء ساهموا في اكتشاف نزعته التهديفية ودعم مشواره الفني وتعزيز نجوميته.
لعب الدنيني أول لقاء بعد انتقاله للنصر عام 1384هـ وكان ضد فريق الراينسسج اللبناني في اللقاء الودي الذي جمع الفريقين في ملعب الصائغ بالرياض، وقد شهدت المباراة تألق مهاجمه الكبير الذي سجل ثلاثة أهداف «هاتريك» توج بها نجوميته، مؤكداً في الوقت ذاته أنه مكسب كبير لفارس نجد، عاصر النجم الراحل أبرز جيلين مرا بتاريخ النصر هما جيل البداية والتأسيس: محمد بن نفيسة وسعود أبو حيدر وعبد الله أمان وناصر كرداش وسعد الجوهر وشقيقه ناصر ورزق سالمين، ثم جيل الذهب بالتسعينيات الهجرية من القرن الماضي: مبروك التركي وسالم مروان وخالد التركي والأمير ممدوح بن سعود ومحمد سعد العبدلي وحسن أبو عيد وغيرهم من الأسماء الرنانة التي كانت تعج بهم الخارطة النصراوية آنذاك.
ارتبط اسمه مع أول الإنجازات الذهبية التي حققها فارس نجد في التسعينيات الهجرية فبعد خسارة النصر أمام الاتحاد عام 1387هـ نهائي كأس الملك 5/3 عاد ليقود النصر للفوز بأول لقب ذهبي كأس ولي العهد عام 1393هـ ثم كأس الملك وولي العهد عام 1394هـ خاصة كأس ولي العهد الذي كسبه النصر أمام الوحدة في ملعب الصبان بجدة 2/ 1سجل الدنيني هدفاً وصنع الآخر، وكان نجم المباراة بلا منازع، انضم المهاجم الكبير لصفوف منتخب الوسطى في النصف الثاني من عقد الثمانينيات الهجرية في بطولة كأس المصيف لمنتخبات المناطق، وتألق مع منتخب الوسطى مع بقية نجوم الكرة بالمنطقة أمثال مبارك الناصر وسلطان مناحي وسعد الجوهر وناصر. وناصر السيف وطارق التميمي ونادر العيد وجوهر السعيد ثم اختير لتمثيل منتخب المملكة في الثمانينيات الهجرية، ولعدم وجود مشاركات رسمية للكرة السعودية آنذاك حيث كانت مشاركة المنتخب مقتصرة على إقامة لقاءات حية وودية ضد الفرق الزائرة آنذاك.
وكان الدنيني يملك أدوات ومهارات البروز في حقيبته التهديفية، فقد كان يتقن مهارة تخطي المدافعين بسرعته العالية، وصاحب قدم فولاذية يجيد فن التصويب من مسافات بعيدة، فضلاً عن بنيته الجسمانية القوية، وكذا سلوكه الرياضي الرفيع، وقد نال - يرحمه الله - خلال مشواره الرياضي الذي امتد لأكثر من 12 عاماً العديد من الألقاب، ومن أشهرها الجناح الذهبي، ولأن سلوكه الرياضي الرفيع يُعد جزءاً من نجومية اللاعب فقد كان نجماً مثالياً داخل وخارج الملعب، فطوال مشواره الرياضي لم ينل بطاقة حمراء، بل كان نموذجياً ونجماً محبوباً من الجميع، حتى إنه كان نموذجاً في احترامه لشعار ناديه وانضباطه وإخلاصه الكبير، ولعل تبرعه بمبلغ من المال (..) !! دعماً لفريقه في أحد المعسكرات الخارجية طبقا لما ذكره أحد نجوم الكرة بالمنطقة الوسطى فهد بن منيف في لقاء تاريخي نشرته الجزيرة قبل سنوات، يدل على وفائه وعمق انتمائه، ولأن الدنيني نجم ضحى لناديه بالشيء الكثير فقد بادر رمز النصر الراحل الأمير عبد الرحمن بن سعود - رحمه الله - بإقامة حفل تكريم جماعي لخمسة من أشهر نجوم النصر وهم: سعد الجوهر وسعود أبو حيدر وجوهر مرزوق وناصر كرداش وأحمد الدنيني في النصف الثاني من عقد التسعينيات الهجرية في لفتة رائعة ولمسة وفائية من رجالات النصر الأوفياء. استمر الدنيني في الملاعب حتى عام 1394هـ حيث توقف عن الركض واعتزل الكرة بعد مشوار طويل حافل بالبطولات الذهبية والألقاب المميزة، ولأن الدنيني كان نجماً غير فقد كان أسطورة النصر في الثمانينيات الهجرية، قلّما تكرر في زمن شحّت فيه النجوم والمواهب، وإزاء ذلك حظي - يرحمه الله - بمتابعة جماهيره التي كانت تعشق فنه وتطرب لأدائه ونزعته التهديفية في الملاعب الترابية فكان نجماً محبوباً لدى الجماهير الرياضية بمختلف الميول والشعارات شأنه في ذلك شأن بقية نجوم الكرة بالمنطقة الوسطى الكبار بمثاليتهم وعطائهم الرفيع.

## الوفاة
توفي يوم الثلاثاء 23 محرم 1419 هـ الموافق 19 مايو 1998 م إثر نوبة قلبية.

## إسهاماته مع النصر
- الفوز بكأس ولي العهد مرتين عام 1393هـ وعام 1394هـ.